# Lamine N'Diaye
Lamine N'Diaye (18 de outubro de 1956), é um treinador e ex-futebolista senegalês.
Ficou conhecido por levar uma equipe africana e fora do eixo Europa - América do Sul a final do Mundial de Clubes

## Títulos
- Campeonato Camaronês: 2001, 2003, 2004, 2005, 2006
- Liga dos Campeões da CAF: 2010
- Supercopa Africana: 2011